# Jōji Yuasa
Jōji Yuasa (湯浅 譲二?, Yuasa Jōji; Kōriyama, 12 agosto 1929 – Tokyo, 21 luglio 2024) è stato un compositore giapponese.

## Biografia
Studiò composizione come autodidatta dall'età di 15 anni. Nel 1948 si trasferì a Tokyo e nel 1951 fondò con i compositori Tōru Takemitsu, Kazuo Fukushima, Hiroshi Suzuki, i pittori Shōzo Kitadai, Katsuhiro Yamaguchi, il fotografo Kiyoji Otsuji, il musicologo Kuniharu Akijama e altri, il gruppo interdisciplinare d'avanguardia Laboratorio sperimentale (Jikken-kobo) attivo fino al 1957. Dal 1981 al 1994 Yuasa insegnò all'Università della California a San Diego dove fu poi "Professor emeritus". Insegnò anche al Tokyo College of Music e alla Nihon University. 
Nel corso della sua carriere ottenne vari riconoscimenti tra cui:
- Premio speciale della giuria al Festival di Berlino (1961)
- Premio Italia (1966, 1967)
- San Marco Golden Lion Prize (1967)
- 21º Otaka Prize e il Grand Prize of the Japan Arts Festival (1973)
- Grand Prize of the Japan Arts Festival (1983)
- 36º Otaka Prize (1988)
- Hida Furukawa Music Award Grand Prix e Kyoto Music Award Grand Prix (1995)
- 45º Otaka Prize (1996)
- The Suntory Music Award and Art Encouragement Prize of Japan

## La musica
Yuasa iniziò la sua ricerca negli anni Cinquanta dallo studio di compositori come Schoenberg, Bartók, Webern, Messiaen e dall'analisi del loro incontro-scontro con l'universo culturale giapponese, in particolare con alcuni aspetti del pensiero Zen, soprattutto attraverso gli scritti di Daisetz Suzuki) e del teatro No (si veda ad esempio la Composition on Zeami's Nines Grades del 1984). L'eredità della tradizione, quindi, implicò per Yuasa: "una maniera di pensare e percepire piuttosto che la semplice adozione di fenomeni di superficie come la scala pentatonica o l'uso di strumenti tradizionali". Ad una logica di costruzione, facente spesso uso di simmetrie e libero utilizzo dei materiali di matrice seriale (o anche i modi di Messiaen come in Projection for 7 players del 1955), Yuasa affiancò una concezione del tempo musicale tesa ad allontanarsi dalla linearità occidentale per avvicinarsi ad un tempo esistenziale, ontologico, rifiutando la netta separazione dal concetto di spazio per tendere anzi a fondersi con esso. Anche da qui nacque l'interesse per la musica elettroacustica del cui sviluppo, nel suo paese, fu uno degli artefici principali.

## Opere principali

### Musica per pianoforte
- Two Pastorales (1952)
- Three Score Set (1953)
- Serenade: Chant pour "Do"(1954)
- Cosmos Haptic (1957)
- Projection Topologic (1959)
- On the Keyboard (1972)
- Cosmos Haptic II (1986)
- Subliminal Hey J. (1990)
- Melodies (1997)

### Altri strumenti solisti e musica da camera
- Projection for 7 players per sette esecutori (1957)
- Interpenetration per 2 flauti (1963)
- Projection for cello and piano per violoncello e piano (1967)
- Projection for string quartett per quartetto d'archi (1970)
- Territory per cinque esecutori (1974)
- My blues sky III per violino (1975-1977)
- Domain per flauto (1978)
- Clarinet Solitude per clarinetto (1980)
- Suite Fushi Gyo-Un per complesso da camera (1988)
- Terms of Temporal Detailing per flauto (1989)
- Cosmos Haptic III - Empty sky,  per koto a 20 corde e shakuhachi (1991)
- Viola Locus per viola (1995)
- Reigaku per flauto contralto (1997)
- Cosmos Haptic IV per violoncello e pianoforte (1997)
- Solitude in memoriam T.T. per trio con pianoforte (1997)

### Brani per orchestra (anche con solisti)
- Chronoplastic-Between Stasis and Kinesis per orchestra (1972)
- Time of Orchestral Time per orchestra (1975)
- Suite Scenes from Basho per orchestra (1980)
- Requiem per orchestra (1980)
- A Perspective for Orchestra per orchestra (1983)
- Revealed time per viola e orchestra (1986)
- Eye on Genesis II per orchestra (1992)
- Responsorium per orchestra (1995)
- Concerto in memory of Toru Takemitsu per violino e orchestra (1996)
- Chronoplastic II -Hommage à E Varèse per orchestra (1999-2000)
- Chronoplastic III -In memory of Iannis Xenakis per orchestra (2001)
- Cosmos Haptic per orchestra (2002)

### Musica corale
- Utterance per coro misto (1971)
- Questions per coro misto (1971)
- Projections on Basho's Haiku per coro misto e vibrafono (1974)
- Shin Kiyari Kanda Sanka per coro maschile e 5 shakuhachi (1984)
- Composition on Zeami's 9 grades per coro maschile (1984)
- Uta Asobi on Onomatopoeia per coro di bambini (1985)
- Phonomatopoeia per coro misto (1991)
- Four Seasons from Basho's Haiku per coro maschile (2002)

### Musica per film
- The Pleasures of the Flesh (1965)
- Bara no Sōretsu (1969)
- Island of the Evil Spirits (1981)
- The Funeral (1984)
- My Crasy Life (1992)
- Fukuro No Shiro (2000)

### Musica elettronica
- Projection Esemplastic for White Noise (1964)
- Icon on the source of white noise (1967)
- Voices Coming (1969)
- Music for space projection per elettronica e suoni concreti (1970)
- My blues sky I-II (1975-1976)
- Towards "The Midnight Sun" (1984)
- A Study in White (1987)
- Eye on Genesis (1991)

### Musica per strumenti ed elettronica
- Triplicity per contrabbasso e nastro (1979)
- Nine Levels by Zeami, per nastro e 17 strumenti (1988)